# Industrial Bank
La Industrial Bank Co. (chinois simplifié : 兴业银行 ; chinois traditionnel : 興業銀行 ; pinyin : Xīngyè Yínháng) est une importante banque de Chine.

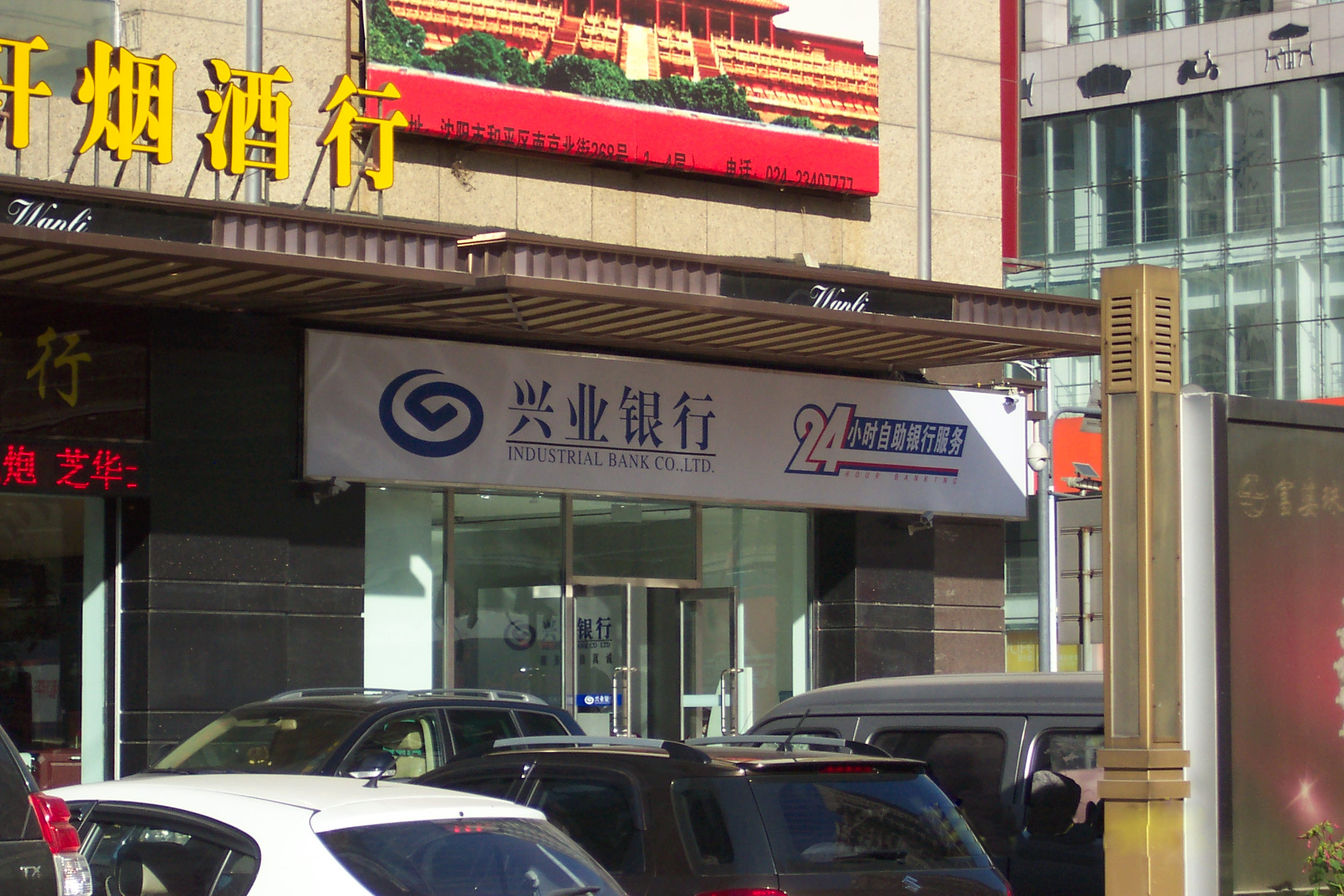
兴业银行股份有限公司 Industrial Bank Company of China